# マット・ダフィー (1989年生の内野手)
マシュー・エドワード・ダフィー（Matthew Edward Duffy, 1989年2月6日 - ）は、アメリカ合衆国マサチューセッツ州ミルトン出身のプロ野球選手（内野手）。右投右打。

## 経歴

### プロ入り前
セント・セバスチャンズ高校を経て、バーモント大学に入学し、2年間プレー。2009年にはイーストカンファレンスの最優秀選手にも選ばれた。同大学の野球部が廃部になってからはテネシー大学に転校し、同校で2年間プレーした。

### プロ入りとアストロズ時代
2011年のMLBドラフト20巡目（全体610位）でヒューストン・アストロズから指名され、プロ入り。
プロ入り後はマイナーで着実に実績を積み上げ、2015年にはAAA級フレズノ・グリズリーズで打率.294・20本塁打・104打点の好成績を残し、パシフィックコーストリーグのMVPに輝いた。9月14日メジャーに昇格し、初安打と初打点を記録するなど、飛躍の年となった。
2016年はスプリングトレーニングで結果を残し、開幕をメジャーで迎えるもわずか3試合の出場でノーヒットにとどまった。7月16日にアストロズをDFAとなった。

### レンジャーズ傘下時代
2016年7月23日にウェイバー公示を経てテキサス・レンジャーズへ移籍した。7月27日に再びDFAとなり、30日に40人枠を外れる形で傘下のAAA級ラウンドロック・エクスプレスへ配属された。移籍後はメジャー出場は無く、AAA級では2球団合計で打率.229・14本塁打・52打点を記録した。シーズンオフの11月15日に自由契約となった。

### ロッテ時代
2016年11月17日に千葉ロッテマリーンズが獲得を発表した。応援歌はディズニーの『マイ・フレンド・ダッフィー』の替え歌。
2017年はオープン戦では4本塁打と15打点を記録し、打線の中軸候補としてアピールした。開幕戦の対福岡ソフトバンクホークス戦では、和田毅から先制のタイムリーヒットを放った。しかしその後は、2割に満たない打率や守備でもエラーを繰り返した事から4月29日に登録を抹消。その後、5月9日に一軍に登録されると、その日の第3打席にNPB初本塁打を戸村健次から記録した。直後の試合でも活躍し、一時は打率を2割3分まで上げたが、交流戦になると再び失速し、6月18日には途中入団したウィリー・モー・ペーニャと入れ替わる形で登録を抹消された。それ以降は一度も一軍に昇格することなく10月2日に帰国し、12月2日に自由契約となった。

### 現役引退後
2019年7月にマサチューセッツ州ウェイマスに野球スクール「マット・ダフィー・ベースボール・アカデミー」を設立し指導している。

## 詳細情報

### 年度別打撃成績
| 年 度    | 球 団    | 試 合 | 打 席 | 打 数 | 得 点 | 安 打 | 二 塁 打 | 三 塁 打 | 本 塁 打 | 塁 打 | 打 点 | 盗 塁 | 盗 塁 死 | 犠 打 | 犠 飛 | 四 球 | 敬 遠 | 死 球 | 三 振 | 併 殺 打 | 打 率 | 出 塁 率 | 長 打 率 | O P S |
| -------- | -------- | ----- | ----- | ----- | ----- | ----- | -------- | -------- | -------- | ----- | ----- | ----- | -------- | ----- | ----- | ----- | ----- | ----- | ----- | -------- | ----- | -------- | -------- | ----- |
| 2015     | HOU      | 8     | 9     | 8     | 0     | 3     | 1        | 0        | 0        | 4     | 3     | 0     | 0        | 0     | 0     | 1     | 0     | 0     | 2     | 0        | .375  | .444     | .500     | .944  |
| 2016     | HOU      | 3     | 3     | 3     | 0     | 0     | 0        | 0        | 0        | 0     | 0     | 0     | 0        | 0     | 0     | 0     | 0     | 0     | 0     | 0        | .000  | .000     | .000     | .000  |
| 2017     | ロッテ   | 54    | 183   | 164   | 15    | 33    | 8        | 1        | 6        | 61    | 18    | 0     | 0        | 0     | 1     | 14    | 0     | 4     | 61    | 2        | .201  | .279     | .372     | .651  |
| MLB：2年 | MLB：2年 | 11    | 12    | 11    | 0     | 3     | 1        | 0        | 0        | 4     | 3     | 0     | 0        | 0     | 0     | 1     | 0     | 0     | 2     | 0        | .273  | .333     | .364     | .697  |
| NPB：1年 | NPB：1年 | 54    | 183   | 164   | 15    | 33    | 8        | 1        | 6        | 61    | 18    | 0     | 0        | 0     | 1     | 14    | 0     | 4     | 61    | 2        | .201  | .279     | .372     | .651  |

- 2018年度シーズン終了時

### 年度別守備成績
| 年 度 | 球 団  | 一塁  | 一塁  | 一塁  | 一塁  | 一塁  | 一塁     | 三塁  | 三塁  | 三塁  | 三塁  | 三塁  | 三塁     |
| 年 度 | 球 団  | 試 合 | 刺 殺 | 補 殺 | 失 策 | 併 殺 | 守 備 率 | 試 合 | 刺 殺 | 補 殺 | 失 策 | 併 殺 | 守 備 率 |
| ----- | ------ | ----- | ----- | ----- | ----- | ----- | -------- | ----- | ----- | ----- | ----- | ----- | -------- |
| 2015  | HOU    | 2     | 2     | 0     | 0     | 0     | 1.000    | 2     | 1     | 6     | 0     | 0     | 1.000    |
| 2016  | HOU    | -     | -     | -     | -     | -     | -        | 1     | 0     | 1     | 0     | 0     | 1.000    |
| 2017  | ロッテ | 8     | 44    | 4     | 0     | 3     | 1.000    | 48    | 33    | 78    | 5     | 7     | .957     |
| MLB   | MLB    | 2     | 2     | 0     | 0     | 0     | 1.000    | 3     | 1     | 7     | 0     | 0     | 1.000    |
| NPB   | NPB    | 8     | 44    | 4     | 0     | 3     | 1.000    | 48    | 33    | 78    | 5     | 7     | .957     |

- 2018年度シーズン終了時

### 記録
NPB
- 初出場・初先発出場：2017年3月31日、対福岡ソフトバンクホークス1回戦（福岡 ヤフオク!ドーム）、6番・三塁手として先発出場
- 初打席：同上、和田毅から空振り三振
- 初安打・初打点：同上、和田毅から適時打
- 初本塁打：2017年5月10日、対東北楽天ゴールデンイーグルス5回戦（Koboパーク宮城）、戸村健次からソロ

### 背番号
- 63（2015年）
- 19（2016年）
- 5（2017年）